# Sambatyon
Le Sambatyon est un fleuve légendaire de la mythologie juive. Il a la particularité de cesser de s'écouler pendant le Shabbat. Au-delà du fleuve, est exilée une partie des Dix tribus perdues d'Israël.
Le Sambatyon est mentionné dans le Targoum Pseudo-Jonathan (Exode 34.10). Selon ce texte, les exilés à Babylone habiteront au-delà du Sambatyon. Le caractère miraculeux du fleuve est affirmé dans le midrash Bereshit Rabba lors d'un  échange entre Tinneus Rufus et Rabbi Akiva : la rivière charrie des pierres toute la semaine, mais elle cesse de les porter pendant le Shabbat (Bereshit Rabba 11.5). Dans son Histoire Naturelle, Pline l'Ancien décrit sans la nommer une rivière qui cesse de s'écouler le Shabbat (« Dans la Judée un ruisseau est à sec tous les sabbats. » Histoire Naturelle 31.27). Dans la Guerre des Juifs, Flavius Josèphe décrit à l'inverse un fleuve qui ne coule que pendant le septième jour de la semaine, jour sacré pour les Juifs. Ce fleuve « sabbatique » coule entre Arcée (Tell Arqa) et Rafanée. Il aurait été observé par Titus alors qu'il visitait les villes de Syrie en partant de Beyrouth (Guerre des Juifs 7.99).
Les légendes sur le Sambatyon se développent pendant le Moyen Âge. Selon le récit d'Eldad ha-Dani, le Sambatyon n'est pas un fleuve d'eau mais de pierre et de sable. Au-delà du Sambatyon, vivent non pas les tribus perdues d'Israël, mais les enfants de Moïse. Ceux-ci ne peuvent traverser le fleuve mais on peut communiquer avec eux à partir des berges là où le fleuve se rétrécit. Au Xe siècle, le karaïte Yaphet ben Ali mentionne dans son commentaire en arabe sur Isaïe qu'il y a des exilés qui vivent dans le désert au-delà du « fleuve du Shabbat ». En 1488, après son arrivée à Jérusalem, le commentateur de la Mishna Ovadia ben Abraham indique qu'il a essayé d'obtenir des renseignements sur le Sambatyon. Dans sa seconde lettre de 1489, il précise que selon des marchands musulmans, le fleuve se trouve à cinquante jours d'Aden dans le désert. Il charrie des pierres toute la semaine sauf le Shabbat. Lorsque le fleuve est calme, les Juifs ne peuvent alors pas le traverser sans profaner le Shabbat.